# 김초혜
김초혜(金初蕙, 1943년 9월 4일 ~ )는 대한민국의 시인이다. 소설가 조정래의 부인이다.

## 삶
경성부에서 출생하여 지난날 한때 경상북도 안동에서 잠시 유아기를 보낸 적이 있고 훗날 충청북도 청주에서 성장하였으며, 청주여자고등학교와 동국대학교 국어국문학과를 나온 그녀는 1964년 《현대문학》을 통하여 시단에 등단하였으며 시집으로 《떠돌이 별》,《사랑굿 1》,《사랑굿 2》,《사랑굿 3》,《세상살이》 등이 있다. 한국문학상, 한국시인협회상, 현대문학상 등을 수상하였다.